# Anton Pössenbacher
Anton Pössenbacher, né le 6 octobre 1842 à Munich et y décédé le 4 juillet 1920 est un des maîtres de l’ébénisterie historiciste.
Il fréquente l'école d'art de Munich, avec comme maîtres H. Dyck et J. Knabl. Il travaille ensuite, de 1860 à 1863 à Vienne, Berlin, Cologne, Paris et Londres comme menuisier et dessinateur. En 1866, il reprend l'entreprise de menuiserie de son père qu'il agrandit au point qu'elle devient une des plus célèbres fabriques de meubles de luxe en Europe. 
Pössenbacher crée presque tous les meubles pour les appartements royaux de Linderhof, Herrenchiemsee et de Neuschwanstein, selon les souhaits de Louis II. Finement sculptés et richement tapissés de brocart d'or et éblouissantes images brodées, ces meubles sont des joyaux dans les intérieurs somptueux des châteaux bavarois. Il a également travaillé à la Résidence de Munich et au château de Trausnitz. 
En 1886-1887, il équipe une salle de bibliothèque dans le palais de Carol Ier à Bucarest et une salle de restaurant du Reichstag, d'après un dessin de Paul Wallot
Son usine de meubles a été reprise par son fils Heinrich Possenbacher.

## Sources
- (de) Cet article est partiellement ou en totalité issu de l’article de Wikipédia en allemand intitulé « Anton Pössenbacher » (voir la liste des auteurs).
- Notices d'autorité :   - VIAF
  - ISNI
  - BnF (données)
  - IdRef
  - LCCN
  - GND
  - Pays-Bas
  - WorldCat